# 扛得住
扛得住，是2020年由台灣歌手黃鴻升、柯有倫、竇智孔合唱的單曲，這首歌是黃鴻升生前最後一首歌。

## 簡介
由王君蒲作詞作曲的 〈扛得住〉是黃鴻升專輯《Plan B》專輯第5首單曲，原本是想在後疫情時代為社會大眾鼓勵打氣，當時3個人在錄音室還有說有笑，計畫組團義唱作公益，可惜卻因小鬼離世暫時無法執行。
擔任製作人的柯有倫透露當初三人發想，是因為自己「父執輩」爸爸柯受良和好友劉德華、吳宗憲合唱了〈笨小孩〉，三個要好的兄弟一起唱著「哎喲往著胸口拍一拍呀　勇敢站起來　不用心情太壞　哎喲　向著天空拜一拜呀　別想不開　老天自有安排」，用音樂方式傳達出積極的正向能量。

## 曲目
1. 扛得住
  - 演唱人：黃鴻升、柯有倫、竇智孔，作曲：王君蒲，作詞：王君蒲，編曲：王君蒲，監製：柯有倫[3]

## 音樂錄影帶
| 歌名   | 執導   | 首播日期      | 附註 |
| ------ | ------ | ------------- | ---- |
| 扛得住 | 柯有謙 | 2020年9月28日 |      |

## 外部連結
- YouTube上的扛得住